# Кољушка
Кољушке су породица риба. Сродне су рибама лулама и морским коњицима. Ендемични су за умерену зону и најчешће се налазе у океану, али се неки могу наћи и у слаткој води. Слатководне таксоне су биле заробљене у Европи, Азији и Северној Америци након леденог доба пре 10.000–20.000 година и развиле су карактеристике другачије од оних морских врста.
Кољушке су месождери, хране се малим животињама као што су инсекти, ракови и ларве риба.
Њих карактерише присуство јаких и јасно изолованих бодљи у њиховим леђним перајима. Необична карактеристика штапића је то што немају крљушти, иако неке врсте имају коштане оклопне плоче.